# Convento de la Merced (Granada)
El convento de la Merced es un antiguo convento de la ciudad española de Granada que alberga el Gobierno Militar de Granada.

## Historia
Construido entre los siglos XVI y XVIII por la orden Mercedaria Calzada, fue prácticamente destruido en el XIX, al pasar a albergar un cuartel militar, posteriormente fue el Gobierno Militar, y por último el MADOC. Todo esto comportó la destrucción de la iglesia, de la que se salvaron algunas techumbres, hoy en su mayoría desmontadas y guardadas en almacenes de la Junta de Andalucía, o en el propio edificio, de las portadas, cuyas piedras fueron usadas como relleno.